# Alba
Alba (Альба) — з 1906 року австрійський виробник автомобілів. Штаб-квартира розташована в місті Трієст. У 1908 році компанія припинила виробництво автомобілів.

## Етторе Модіано та Едмондо Рішетті. Заснування компанії
Компанія була заснована в Трієсті в 1906 році, на той час на території Австро-Угорської імперії (після Першої світової війни місто відійшло до Італії), з двома назвами: Alba Fabbrica Automobili S.A. та Alba Automobilwerke Aktiengesellschaft (італійською та німецькою мовами). Засновниками були автомобільні ентузіасти, що належали до знатних сімей Трієста. Серед них - Едмондо Рішетті, секретар великої страхової компанії Assicurazioni Generali, і Етторе Модіано, син Саула Модіано, засновника однойменної компанії паперової промисловості. Приміщення заводу були площею 20 000 м2.

## Початок виробництва автомобілів
Робота компанії розпочалася з виробництва шасі. Уже у 1907 році були спроєктовані і два варіанти комплектів трансмісії, механізмів управління, а також ходової частини.
Передбачалося, що будуть випущені дві моделі Alba 18/24HP і Alba 35/40HP, але перша так і не була представлена в готовому вигляді. Модель Alba 35/40HP була показана на Паризькому автосалоні в 1907 році. Вона була оснащена рядним чотирициліндровим двигуном Aster, об'ємом 6,8 літра, потужність якого становила 40 кінських сил, діаметр циліндра - 125 мм, а хід поршня - 140 мм.
Автомобіль, зібраний на лонжеронній рамі, також мав механічну чотириступінчасту коробку передач з передачею заднього ходу і карданним приводом, а також досить жорстку підвіску на еліптичних ресорах. Гальма були тільки на задніх колесах. Дана модель могла розвивати швидкість до 97 кілометрів на годину. Автомобіль отримав добрі відгуки від автомобільних критиків завдяки доволі сучасній конструкції.

## Припинення виробництва автомобілів. Закриття компанії
Автомобіль Alba 35/40HP, що мав відкритий кузов, не був обділений увагою, але протягом 1907-1908 років було вироблено всього 9 готових автомобілів. Така продуктивність стала невигідною для заводу зі штатом працівників у 150 осіб (досить великого для початку ХХ століття).
1909 року через свою нерентабельність фірма була закрита. Таким чином, вся історія автомобілів Alba нараховує всього два роки і єдину модель, яка була досить вдалою.

## Список автомобілів Alba
- 1907 - Alba 35/40HP